# Pontificale Gundekariano

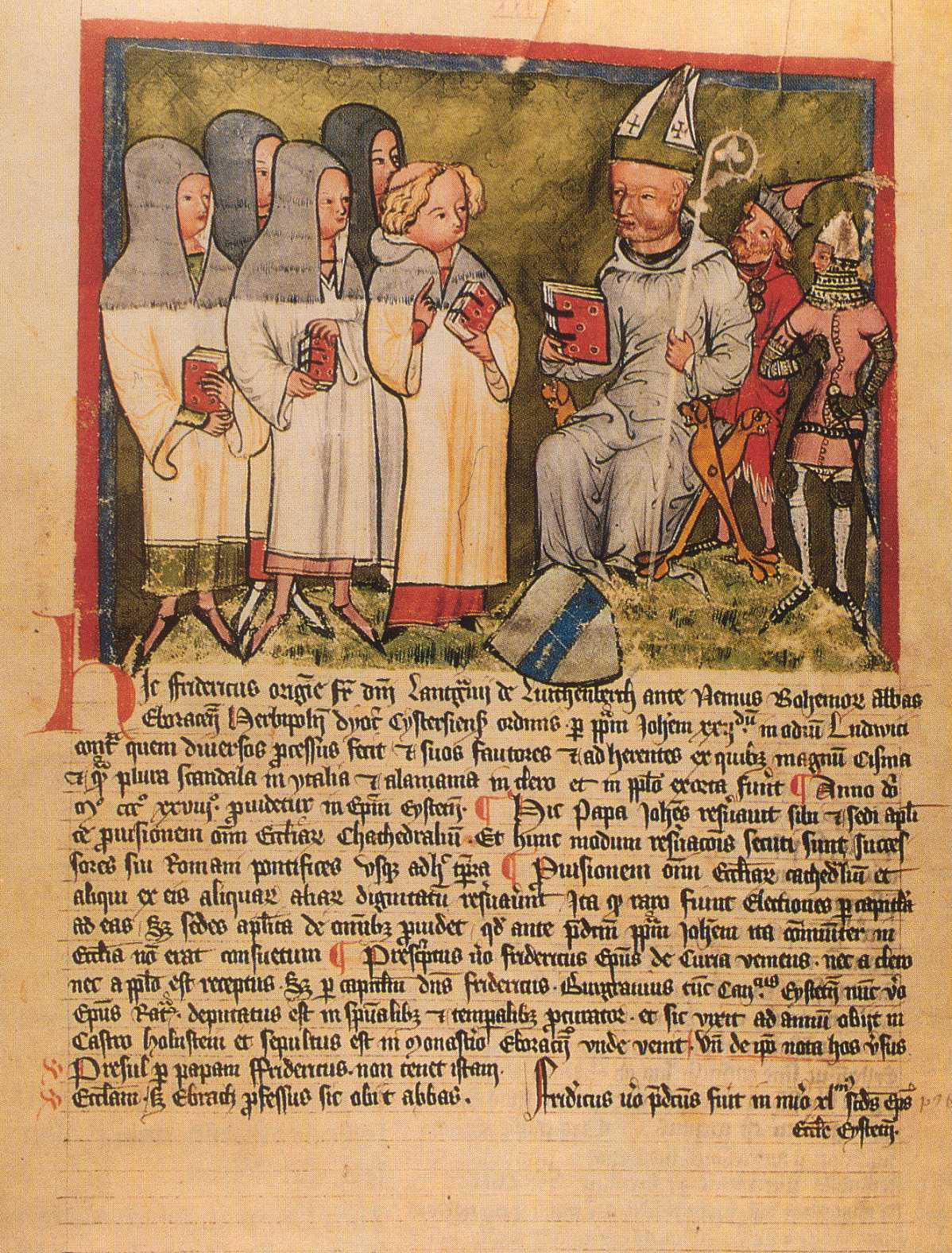
Il vescovo Federico III di Leuchtenberg con i canonici del Duomo

Il Pontificale Gundekariano (Pontifikale Gundekarianum) è un testo liturgico (Pontificale) così chiamato dal nome del suo autore, il vescovo di Eichstätt Gundekar II  (1019 - 1075, vescovo dal 1057). Esso fu continuamente aggiornato dai suoi successori fino al 1697 e quindi è una fonte determinante sulla storia della diocesi.

## Consistenza ed estensione dell'opera

### Ausgangsbestand
Nel 1072 Gundekar consegnò alla chiesa del Duomo un sontuoso manoscritto, il cosiddetto Gundekarianum, una raccolta di 204 fogli, 110 dei quali costituivano il Pontificale, un prospetto del vescovo per amministrare Sacramenti, rendere il culto e impartire benedizioni. Qui si evidenzia anche come Gundekar fosse un fautore della Riforma ecclesiale, poiché questo dava particolare valore all'intervento salvifico dei Sacramenti. Dopo un calendario segue un Rituale, cioè un prospetto delle benedizioni, dei giuramenti e della preghiere. Vi sono pagine con osservazioni sulla vita della diocesi dalla sua fondazione da parte di san Villibaldo e altre illustrate con miniature.

### Aggiornamenti fino al 1697
Da parte dei successori di Gundekar furono complete queste annotazioni fino al 1697 per un totale di 19 aggiornamenti incorporati, contenenti vite di vescovi ed illustrazioni dei medesimi miniaturizzate.
L'originale è conservato nell'archivio diocesano e ne esiste dal 1987 una edizione commentata di pagine scelte in 380 esemplari.

### Esempi di pittura
I dipinti rappresentano fra l'altro personaggi importanti per la loro vita spirituale della diocesi di Eichstätt.
Vi sono raffigurati numerosi vescovi di Eichstätt, che cercano di illustrare, anche retrospettivamente fino alla fase di fondazione della diocesi, nell'VIII secolo, vicende storiche.

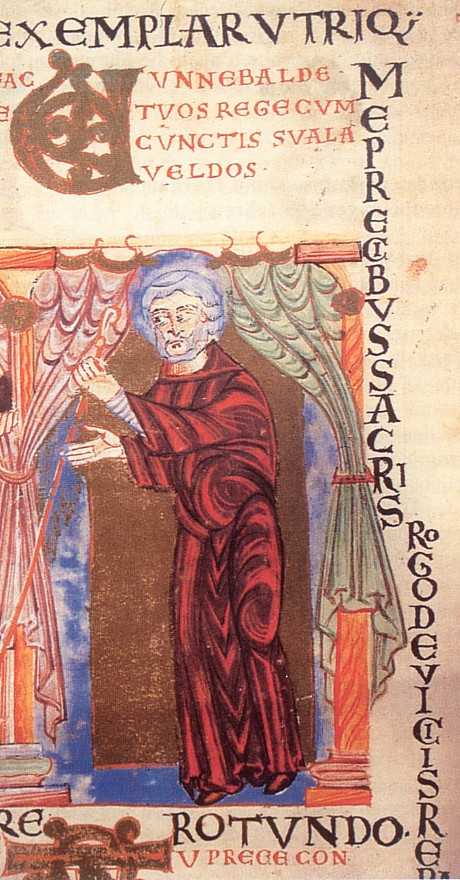
L'Abate san Vunibaldo
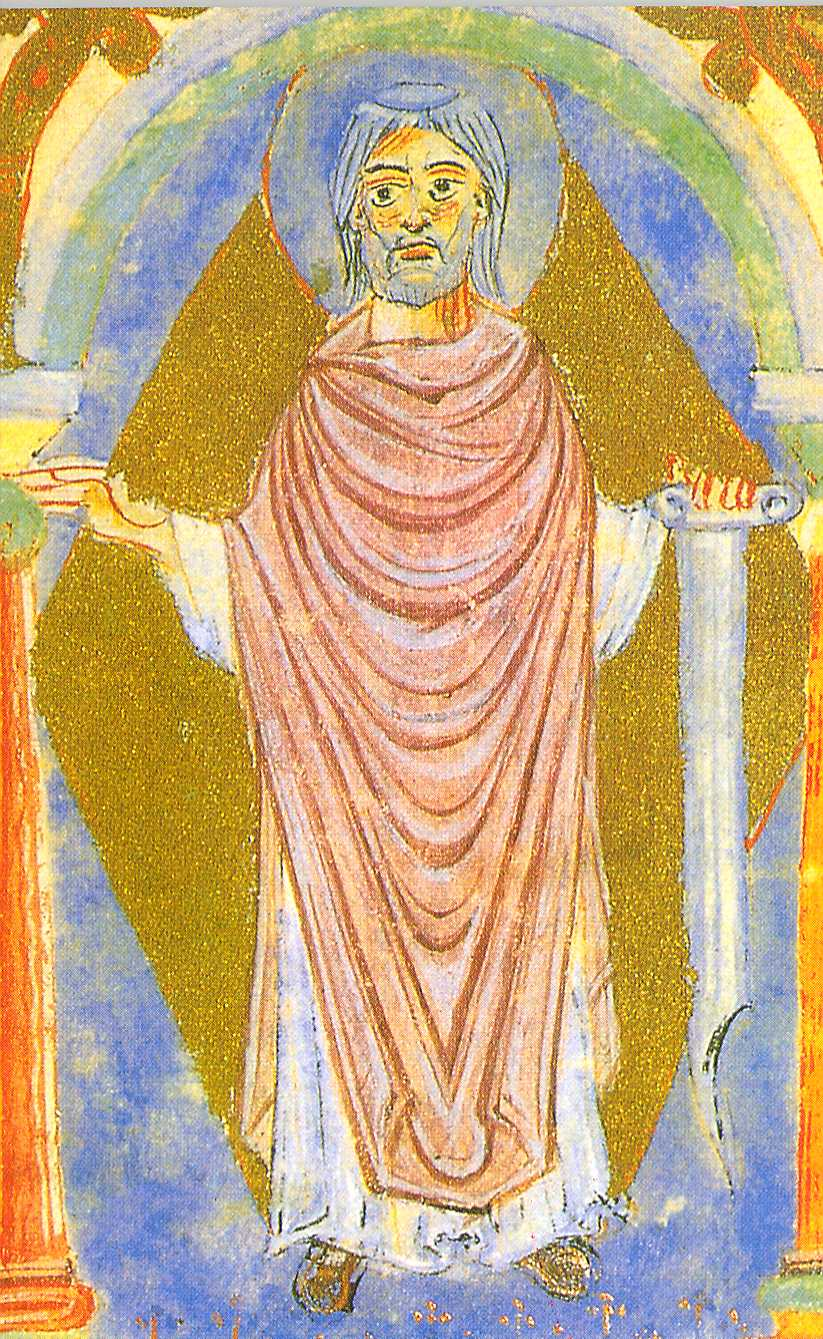
L'Abate san Sola
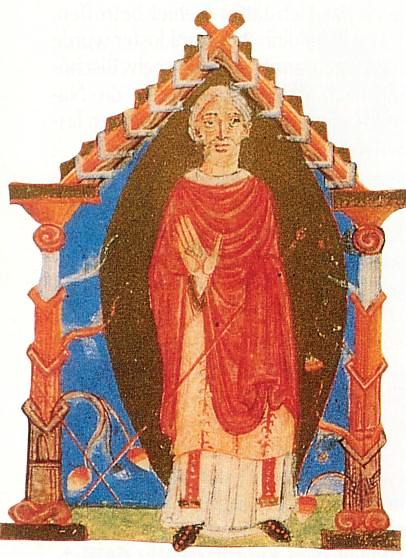
Il vescovo Erchanbald
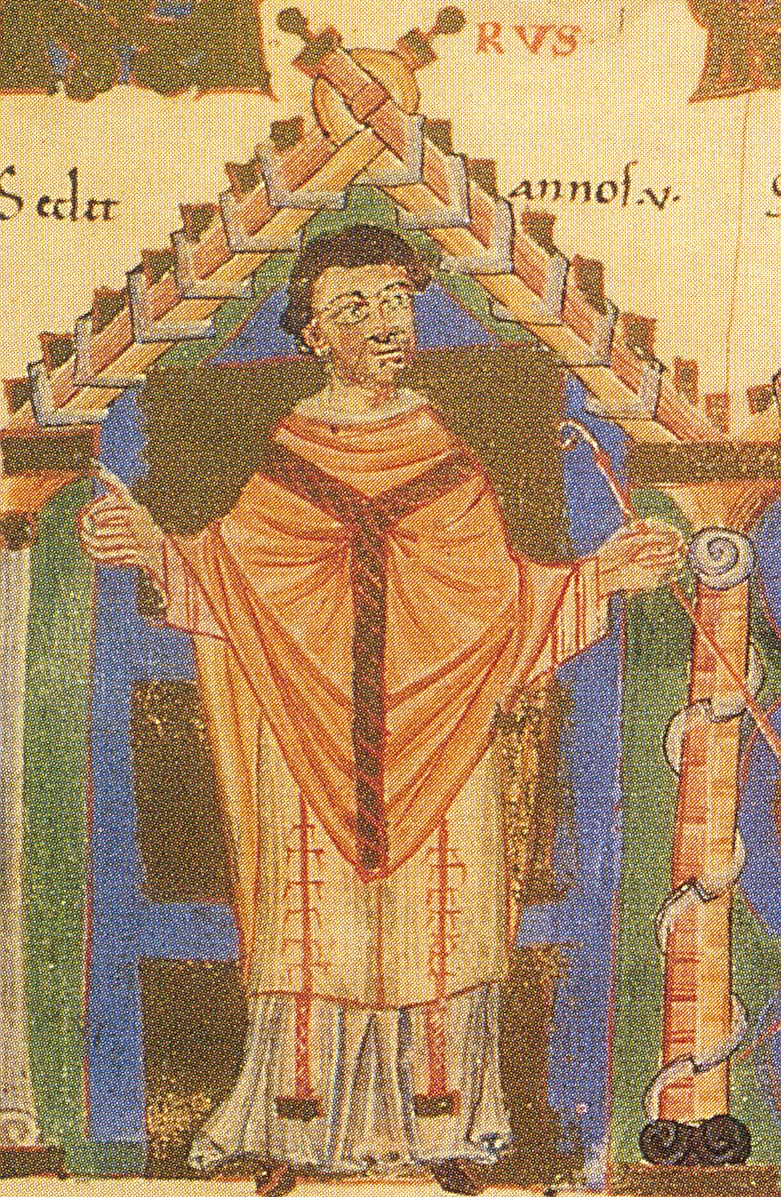
Il vescovo Gundekar I
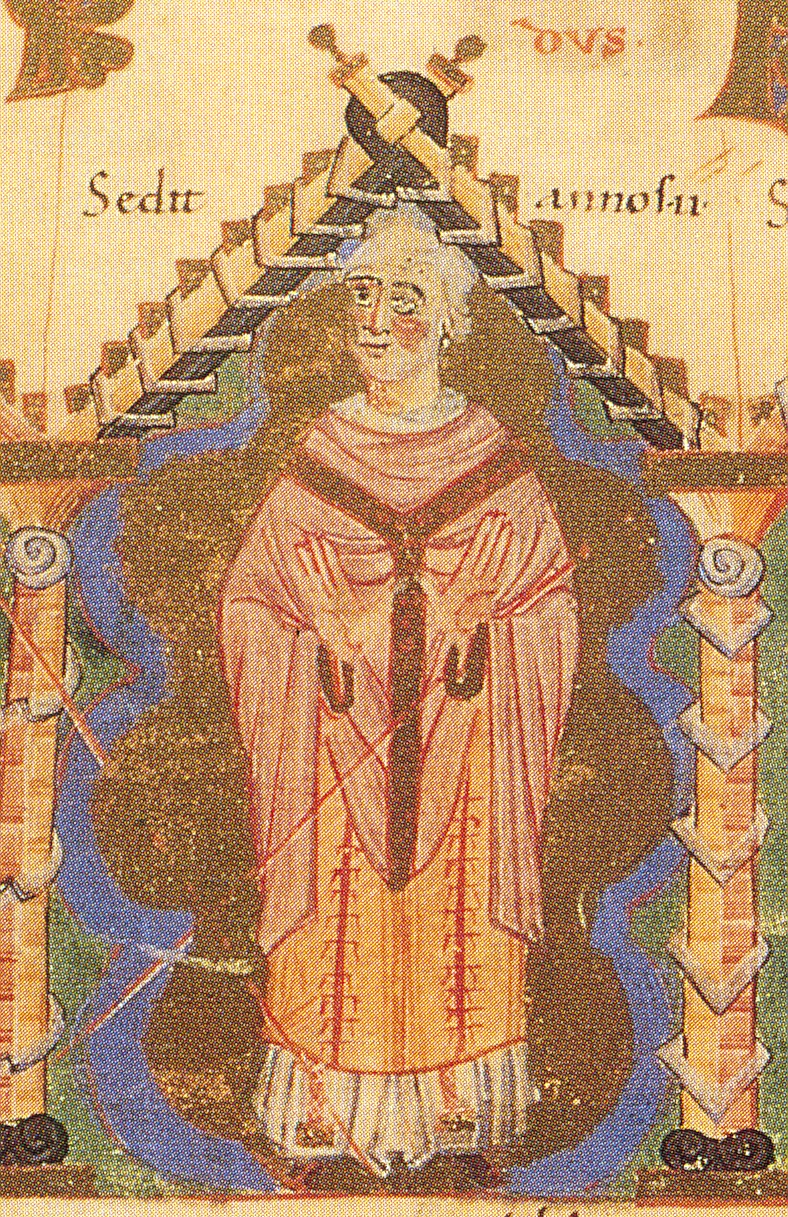
Il vescovo di Eichstätt Walther
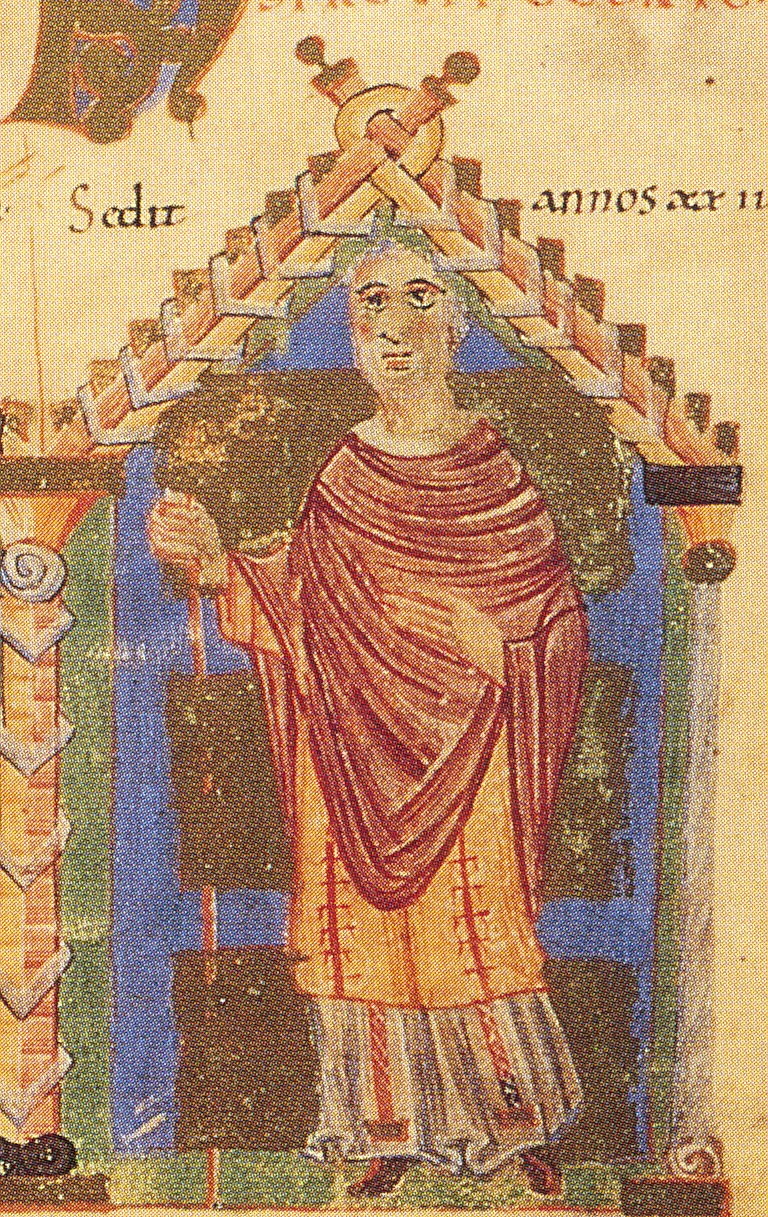
Il vescovo di Eichstätt Eriberto
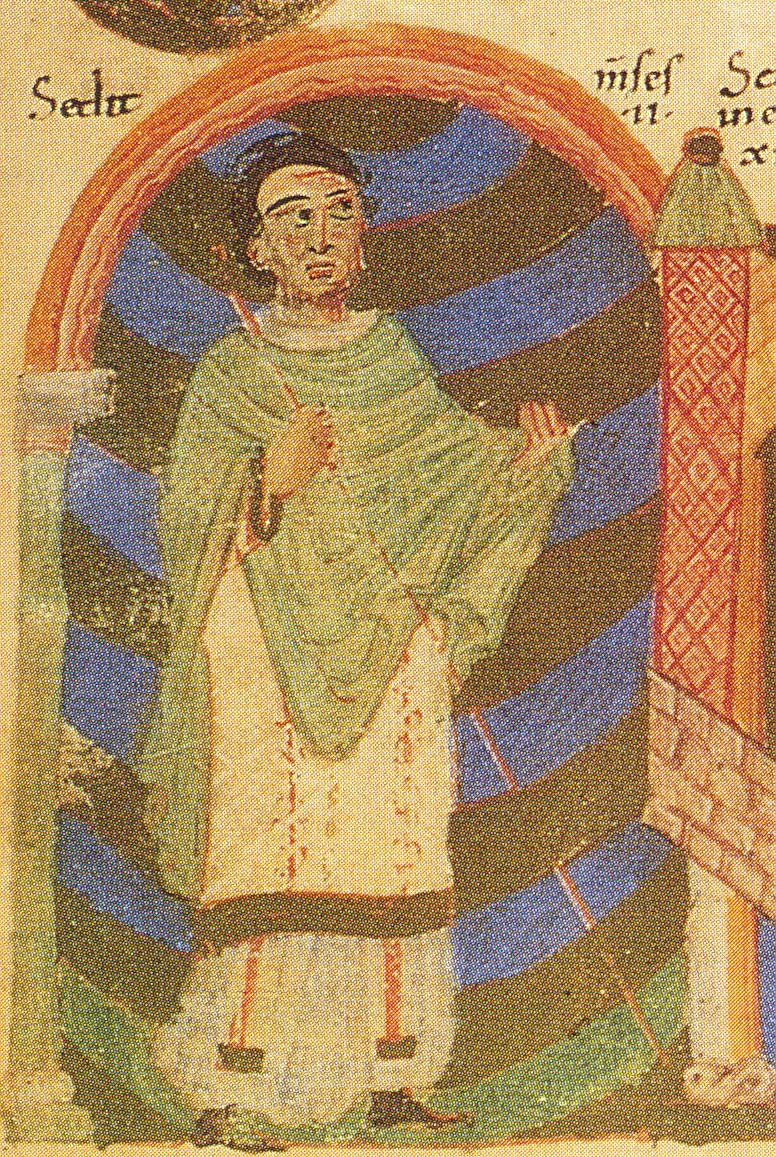
Il vescovo di Eichstätt Gezemann
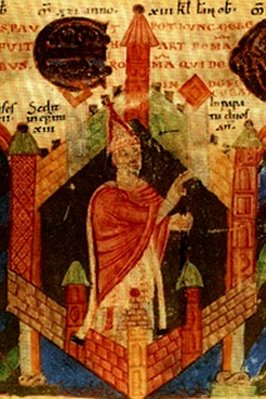
Il vescovo Gebhard I, divenuto poi papa Vittore II
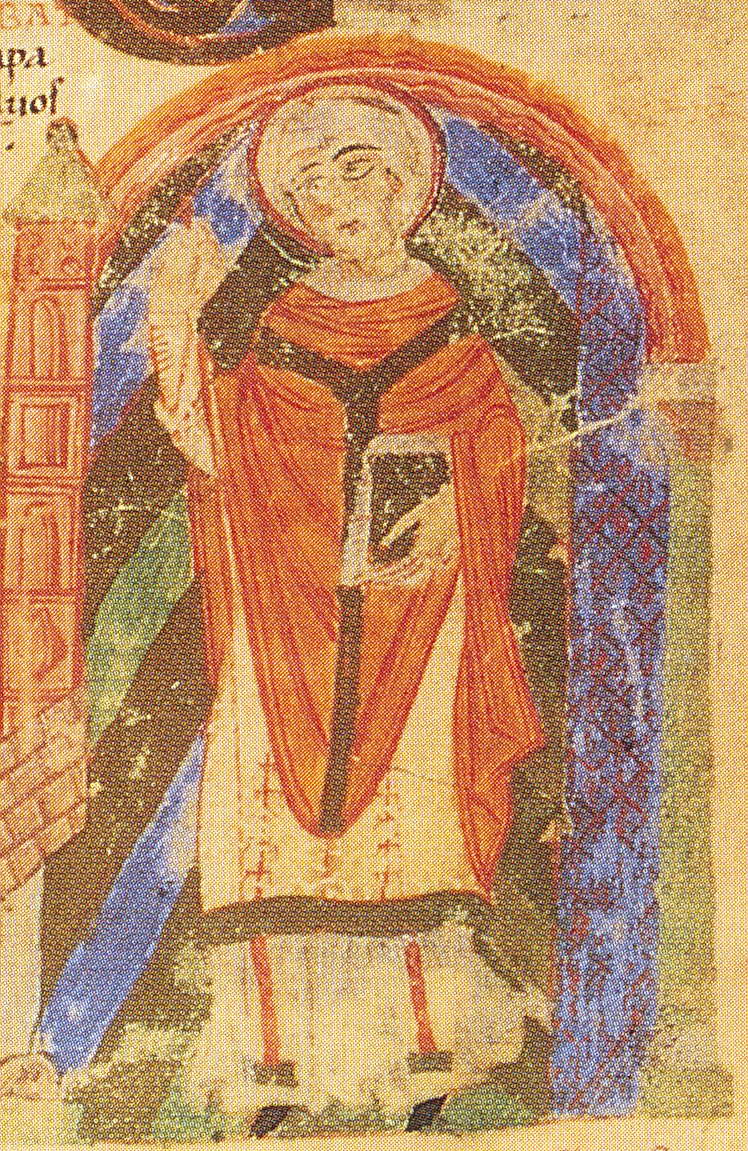
Il vescovo Gundekar II
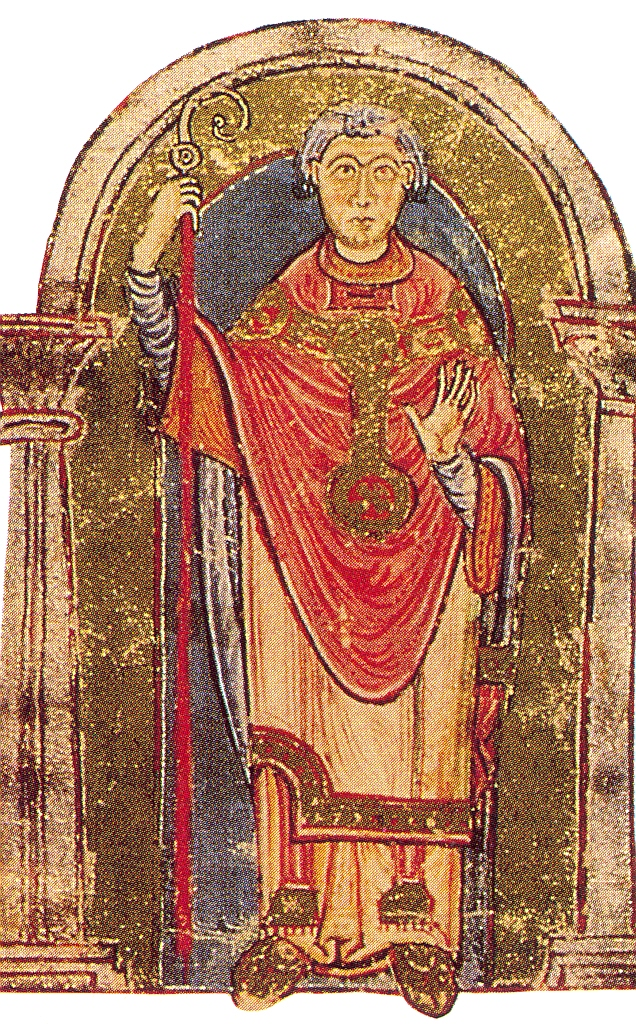
Il vescovo di Eichstätt Ottone
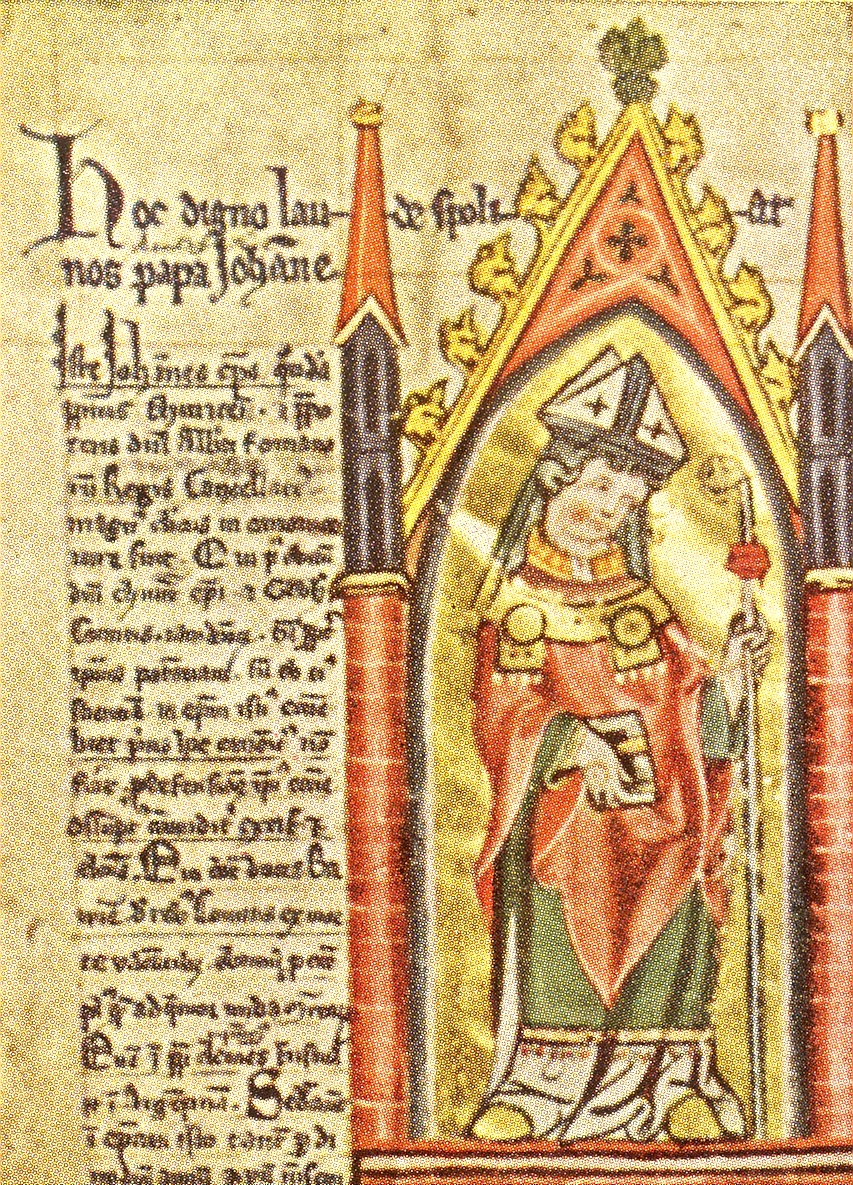
Il vescovo Giovanni I di Strasburgo
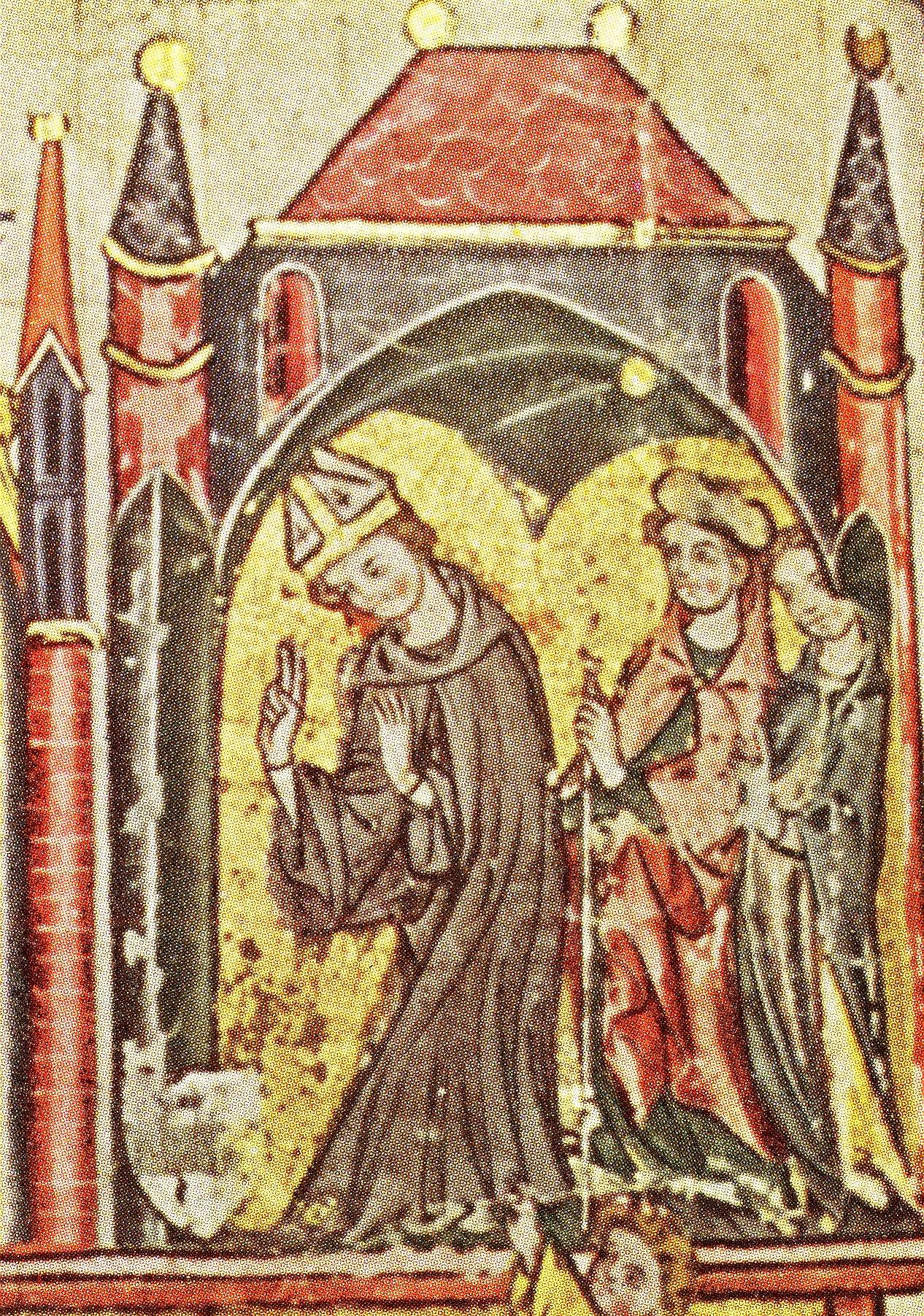
Il vescovo Filippo di Rathsamhausen
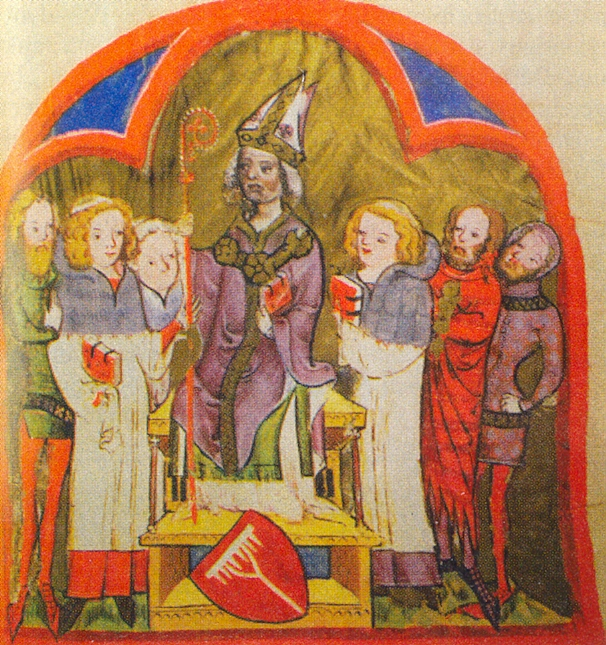
Il vescovo Raban Truchseß di Wilburgstetten
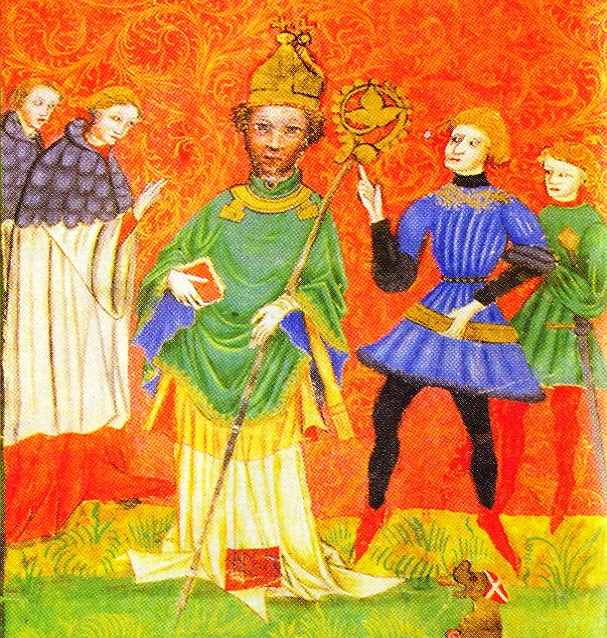
Il vescovo Federico IV di  Oettingen
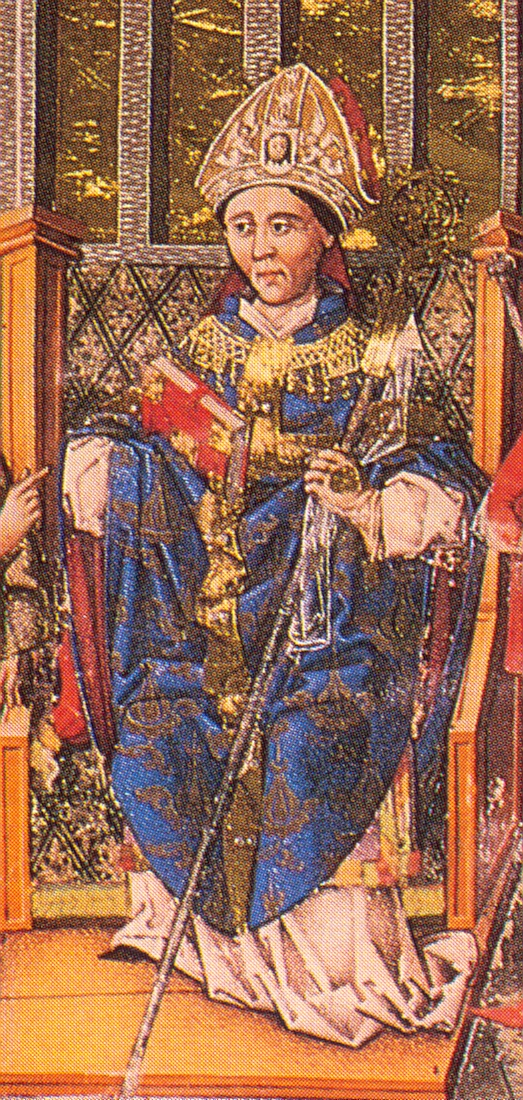
Il vescovo Giovanni III di  Eych
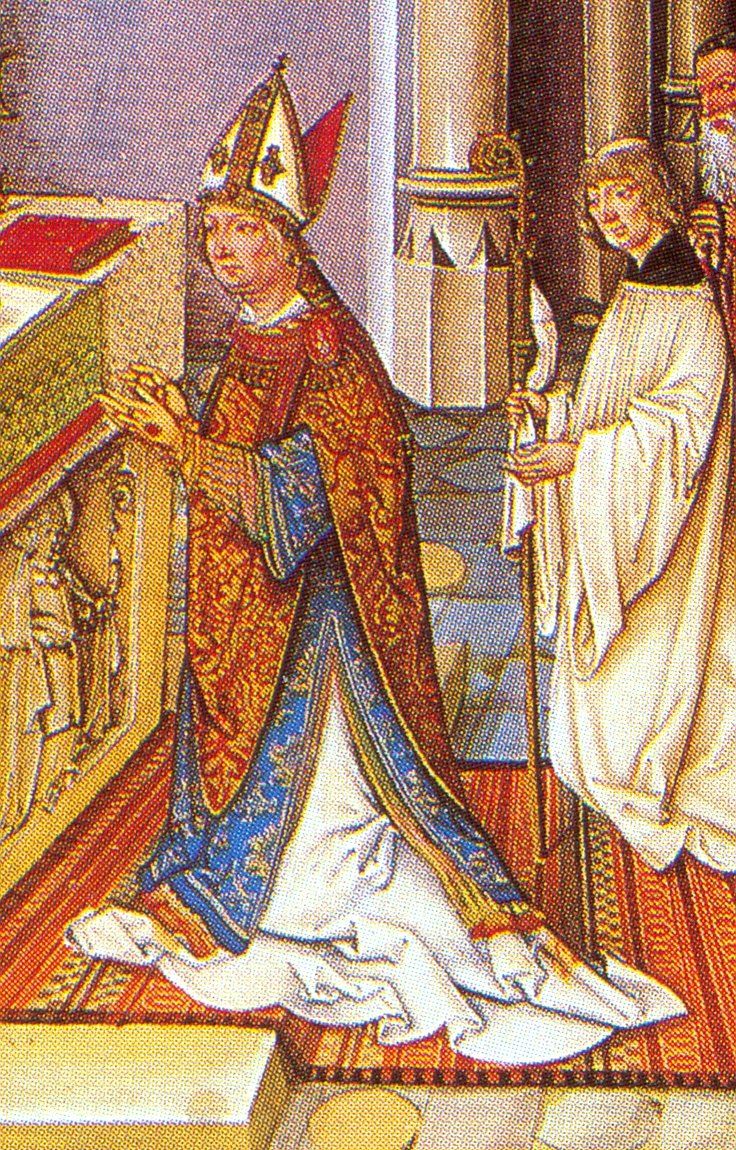
Il vescovo Guglielmo di  Reichenau